# Тімаген
Тімаген (I ст. до н. е.) — давньогрецький історик та ритор часів останніх єгипетських царів з династії Птолемеїв.

## Життєпис
Народився у м. Олександрія (Єгипет) у родині місцевого банкіра. З дитинства вивчав філософію, риторику. Але про його особисте життя відомостей дуже мало. У 55 році до н. е. брав участь у повстанні проти Птолемея XII Авлета. Проте останньому допоміг придушити спротив римський намісник Сирії Авл Габіній, який як раба привіз Тімагена до Риму.
Згодом Тімагена було викуплено Фавстом Корнелієм Суллою й надано йому волю. Тоді Тімаген очолив школу риторики. Згодом затоваришував з Марком Антонієм та Октавіаном. Був навіть якийсь час радником останнього. Проте згодом Тімаген за свої деякі висловлювання впав у немилість і якийсь час провів у вигнання. Наприкінці життя Тімагена підтримував Гай Азіній Полліон.
Більшість праць Тімагена не збереглося. Найбільше відомостей є щодо твору «Про правителів», який дає опис династій еллінистичного Сходу. У творі помітне критичне ставлення до родини Птолемеїв Лагідів.

## Праці
- Історія Галлії
- Історія Олександра
- Універсальна історія
- Про правителів.

Праці Тімагена використовували у подальшому Помпей Трог, Аппіан, Квінт Курцій Руф.